# Сентиментализам (књижевност)
Сентиментализам је књижевни правац који је доминирао између 1730. и 1780. године, највише у Енглеској, да би се током друге половине 18. века развио и у дугим европским књижевностима. У Енглеској књижевности овај правац се назива још и књижевношћу осећајности (енгл. literature of sensibility), а касније се уз одређене појаве развија у предромантизам. У Немачкој је такође прихваћен под називом осећајност и претходи немачкој варијанти предромантизма која се назива Штурм унд Дранг (бујност и плаховитост - покрет је добио име према истоименој драми Фридриха Максимилијана Клингера, а појављује се као реакција на рационализам који је био доминантан у класицизму и просвећености).
Енглеска грађанска револуција у 18. веку (низ оружаних сукоба који су се одиграли у Енглеској крајем 17. века, а чији је узрок сукоб између краља Карла
I и енглеског парламента) пољуљала је веру у могућност рационалног уређивања државе, као и веру у филозофију рационализма, која велича разум и препоручује потискивање емоција као једини пут ка врлини. Сентиментализам настаје и као побуна против ставова Томаса Хобса, изнетих у његовом делу „Левијатан“ (1651), који прокламује идеју по којој су основни покретачи људског понашања себични интереси и жеља за моћи. Одбацујући рационализам као непотпуну филозофију која запоставља две значајне сфере човековог духовног живота - емоцију и интуицију; сентиментализам као књижевни израз зрелог просветитељства под утицајем ставова Жан Жак Русоа негује доктрину да је доброта урођено својство човека, да је човекова природа у основи добронамерна и да морални развој треба да се заснива на проживљавању осећања емпатије, тј. саосећања са туђом срећом или несрећом.
Сентиментализам је заступао идеју да је срећа у самом човеку, а да би се постигло задовољство собом треба тежити добром, што је уједно највиши циљ. Пут ка врлини сентиментализам је видео у људским емоцијама, машту је истицао као суштину књижевног стварања. Сходно овим ставовима поетика сентиментализма је прокламовала стварање књижених дела чији ће основни циљ бити да изражавају човекове интимне тежње и осећања и да код читалаца пробуде емпатију, односно саживљавање.
Књижевна дела сентиментализма неговала су субјективан израз, отуда је честа употреба форме дневника, писма, исповести и сл.
Сентиментализам је у европској књижевности дао више писаца и дела. Тако су позната дела Манон Леско од Превоа, Нова Хелоиза од Русоа, Јади младог Вертера од Гетеа. Представник овог правца у нашој књижевности је Милован Видаковић са романом Усамљени јуноша.
Овај правац се временом претворио у предромантизам, а са предромантизмом започиње разарање класицизма, његових крутих правила, нарочито када је у питању драма, њена три јединства и подела на чинове.